# Cimon Diamantopoulos
Cimon Diamantopoulos auch Kimon Diamantopoulos (griechisch Κίμων Διαμαντόπουλος Kímon Diamandópoulos; * 1886 in Athen; † 6. Dezember 1946 in New York City ) war ein griechischer Diplomat.

## Leben und Wirken
Diamantopoulos studierte an der Universität Athen und wurde Doktor der Rechte des Institut d’études politiques de Paris.
1910 trat er in den auswärtigen Dienst ein.
1924 wurde er Generalkonsul in Istanbul.
1926 leitete er die griechische Delegation im Gemischten Ausschuss für den Austausch der griechisch und türkischen Bevölkerung.
1930 leitete er im Außenministerium in Athen die Öffentlichkeitsarbeit.
Vom 21. August bis 12. Dezember 1924 war er Geschäftsträger an der griechischen Botschaft in Washington, D.C.,
von 1932 bis 1935 griechischer Gesandter in Durrës (Albanien).
Von 1935 bis 1939 war er griechischer Gesandter in Sofia (Bulgarien).
Am 7. Februar 1940 wurde zum Griechischen Botschafter in Washington, D.C. ernannt, wo er am 13. Februar 1940 akkreditiert wurde.
Vom 13. Juli 1940 bis 6. April 1941 war er Botschafter in Moskau und Teilnehmer der griechischen, englischen, türkischen und serbischen Kaffeeclubs bei Richard Stafford Cripps.
Mit Beginn der Besetzung Griechenlands durch die Wehrmacht wurde er von den sowjetischen Behörden ausgewiesen.
Ab 6. Oktober 1942 vertrat er die griechische Exilregierung von Emmanouil Tsouderos mit Sitz in London in Washington, D.C.
1943 vertrat er die griechische Exilregierung auf der Konferenz der Vereinten Nationen für Ernährung und Landwirtschaft in Hot Springs.
1944 vertrat er die griechische Exilregierung auf der Konferenz der Vereinten Nationen für Katastrophenhilfe und Rehabilitation in Montreal.
1944 vertrat er die griechische Exilregierung auf der Internationalen Arbeitskonferenz in Philadelphia.